# 36 př. n. l.

## Narození
- 31. ledna Antonie mladší († 1. května 37) – mladší dcera Marca Antonia a Octavie Minor

## Hlavy států
- Parthská říše – Fraatés IV. (38 – 2 př. n. l.)
- Egypt – Ptolemaios XV. Kaisarion Filopatór Filométor (44 – 30 př. n. l.) + Kleopatra VII. (doba vlády 51 př. n. l. – 30 př. n. l.)[1][2]
- Čína – Juan–ti (dynastie Západní Chan)